# Jorge Pardón
Jorge Hernesto Pardón García (ur. 4 marca 1905 w Arequipie, zm. 19 grudnia 1977 w Limie) – peruwiański piłkarz, reprezentant kraju.
W 1930 został powołany przez trenera Francisco Bru na MŚ 1930. Podczas tego turnieju wystąpił w spotkaniu Urugwajem. Wziął też udział w Copa América 1927 i Copa América 1929.